# Cyrtoclytus
Genre
Cyrtoclytus est un genre de coléoptères de la famille des Cerambycidae, de la sous-famille des Cerambycinae et de la tribu des Clytini.

## Liste d'espèces
Selon BioLib (21 mai 2016) :
- Cyrtoclytus agathus Holzschuh, 1999
- Cyrtoclytus callizonus (Gahan, 1906)
- Cyrtoclytus capra (Germar, 1824) - seule espèce européenne
- Cyrtoclytus caproides Bates, 1873
- Cyrtoclytus dalatensis Niisato & Kusakabe, 2009
- Cyrtoclytus elegantissimus Niisato & Chou, 2009
- Cyrtoclytus formosanus Gressitt, 1934
- Cyrtoclytus kusamai Niisato, 1988
- Cyrtoclytus luteomarginatus (Pic, 1914)
- Cyrtoclytus marketae Viktora, 2015
- Cyrtoclytus matsumotoi Niisato, 1989
- Cyrtoclytus monticallisus Komiya, 1980
- Cyrtoclytus multizonus Gressitt, 1951
- Cyrtoclytus ohbayashii Niisato & Chou, 2009
- Cyrtoclytus petrae Viktora, 2015
- Cyrtoclytus scapalis Holzschuh, 2003
- Cyrtoclytus takakuwai Niisato & Kusakabe, 2009
- Cyrtoclytus tatsuyai Holzschuh, 2011
- Cyrtoclytus tazoei Niisato, 1987
- Cyrtoclytus yunamensis (Pic, 1906)